# 禮儀
禮儀、禮節、禮貌是根據在社會、社會價值或者小組之間的當代常規準則影響社會行為的期望的代稱。禮儀通常也不像法律一樣刻意以文筆書寫來規定和記載，但是禮節的層面常有記錄。禮節包括社會相互作用的大多數社會層次方面，是沒有有效期限的。禮節規則也許反映社會的倫理規則，或者反映這個社會現在的狀態。像文化逐年增長的一個詞彙，特別是多種種族衝突下文化上的差異造成不同社會的產生。一些研究認為，所有的人類文化都有某種形式的禮儀，也就是說，禮儀是普世文化通則的一部分。

## 汉文化圈的礼仪
东方礼仪溯源中国作为东方文化的发源地，素有文明古国、礼仪之邦的美誉。夏礼、殷礼、周礼，三代之礼，因革相沿，到周公时代的周礼，已比较完善。中国古代最早、最重要的礼仪著作是《周礼》、《仪礼》和《礼记》，合称「三礼」。禮制系統之龐大、禮數之繁，有“礼仪三百，威仪三千”的美誉。禮大致上可以分為冠礼、婚礼、丧礼、祭礼、射礼、酒礼、朝礼、聘礼八類，包含著一個人生老病死的過程，以及種種社會關係。西周灭亡后，其礼仪制度的主体和精神被儒家学者所继承。
- 汉族官服婚礼汉族官服婚礼
- 韩国官服婚礼
- 日本官服婚礼日本官服婚礼

朝鲜于15世纪曾命集贤殿儒臣详定《五礼仪》，悉仿杜氏《通典》，旁采群书，兼用中朝诸司职掌、洪武礼制、《东朝今古详定礼书》等，参酌损益制定了《国朝五礼仪》，奠定了朝鲜后世的礼制规范。
- 日本敬礼
- 日本问候礼
- 妇见舅姑
- 日本士族婚礼
- 日本现代士婚礼
- 现代成人礼
- 韓國幣帛儀式

日本参考唐朝礼仪律令制度，于718年制定的《养老律令》纳入了"礼"的内容。江户时代，水戶藩主德川光圀主編《禮儀類典》514 卷，再興王室禮儀制度，亦積極推行各種禮儀活動。特地請朱舜水規劃釋奠禮儀，也請教五廟之制。礼仪被上升到等级制度的高度，《家康遗训》就有对于等级制度礼节的规定，如第四十五条写道“平民对武士失礼，武士可杀之”。幕府颁布针对大名的《武家诸法度》和针对嫡系家臣武士"骑本"、"御家人"的《诸士法度》中明文规定: "奖励文武忠孝,以正礼仪"或"励忠孝，正礼法" 。日本最著名的禮法流派是小笠原派。
昭和13年（1938），日本文部省成立「作法教授要項調査委員会」，当时礼法的最高权威、《日常礼法心得》的作者、贵族院议员、侯爵德川义亲任调查委员长。不久文部省颁布《昭和国民礼法要项》，在学校贯彻实施，标志武士道礼法成为日本全体国民修身教育的一部分。日本国民礼法对姿态、最敬礼、参拜礼、敬礼、问候、言语、起居、递交、包结、服装、皇室礼法、家庭生活礼法、社会生活礼法进行了规定。

### 行礼方式
- 揖禮：又稱“作揖”、“拱手”，把左右手食指、中指、无名指、尾指四指并拢，一掌抚托另一掌背交叉或平叠，掌心朝内，左右拇指相扣，两手合抱，拱手为礼，以示尊重。
- 打千（穆麟德轉寫：bethe bukdambi）：清代通行的满式礼仪之一，是一种介于作揖与下跪之间的礼节，在男子之间下对上请安时所用。施礼者左膝前屈，大腿后弯，上体稍向前俯，右手下垂。
- 跪拜礼

## 西方世俗礼仪
西方禮儀一詞最早見於法語"Etiquette"。路易十四建立了極其嚴格的宮廷禮儀制度，諸如國王就寢、起牀、著衣、用膳、騎馬等一概由專人負責，爲此設立了名目繁多的榮譽職位。路易十四世的宮廷在以後的長時期中受全歐洲的歆羡和效法。西方餐桌礼仪从路易十六時期開始盛行，發展到十七、十八世紀所呈現的面貌，大致上就是現今人們所看到西餐禮儀的輪廓。
- 王室即位礼
- 加冕礼
- 欢迎礼
- 晚宴礼
- 西方成人礼
- 成人礼舞会
- 西方婚礼

## 伊斯兰教文化圈的礼仪
穆斯林的宗教礼仪主要体现在伊斯兰教五项基本功课“念”、“礼”、“斋”、“课”、“朝”中。